# Odise Roshi
Odise Roshi (Fier, 1991. május 22. –) albán válogatott labdarúgó, a Sakaryaspor játékosa. 
Az albán válogatott tagjaként részt vett a 2016-os Európa-bajnokságon.

## Góljai az albán válogatottban
| #  | Dátum                | Ellenfél      | Eredmény | Kiírás              | Esemény |
| -- | -------------------- | ------------- | -------- | ------------------- | ------- |
| 1. | 2012. október 16.    | Szlovénia     | 1 – 0    | Vb-selejtező        | 36' 37' |
| 2. | 2017. június 4.      | Luxemburg     | 1 – 2    | barátságos mérkőzés | 52' 62' |
| 3. | 2017. szeptember 2.  | Liechtenstein | 2 – 0    | Vb-selejtező        | 54'     |
| 4. | 2017. szeptember 5.  | Macedónia     | 1 – 1    | Vb-selejtező        | 52' 67' |
| 5. | 2019. szeptember 10. | Izland        | 4 – 2    | Eb-selejtező        | 62' 79' |

## Sikerei, díjai
HNK Rijeka
- Horvát bajnok: 2016–17